# Osbyholm
Osbyholm est une localité suédoise située dans la commune de Hörby en Scanie.
Sa population était de 316 habitants en 2019.